# Billie Piper
Billie Paul Piper (ur. jako Lianne Paul Piper 22 września 1982 w Swindon) – brytyjska aktorka filmowa, telewizyjna i teatralna, a także piosenkarka muzyki pop. Laureatka Laurence Olivier Award dla najlepszej aktorki londyńskich scen teatralnych za rolę w spektaklu Yerma w reż. Simona Stone’a (2017).
Jest najbardziej znana z roli towarzyszki Doktora, Rose Tyler z brytyjskiego serialu science-fiction pt. Doktor Who, którą grała oryginalnie w latach 2005−2006. W 2008, 2010 i 2013 roku gościnnie powracała do serialu. W latach 2007–2011 Billie Piper występowała w brytyjskim serialu dramatycznym pt. Sekretny dziennik call girl, w której gra główną rolę, Hannah Baxter/Belle de Jour. Od 2014 roku Billie Piper występuje w amerykańskim serialu psychologicznym z elementami horroru pt. Dom grozy jako Brona Croft.

## Pochodzenie i edukacja
Billie Piper jest córką Paula Victora Pipera i Mandy Kane Kent. Jej imię "Lianne" zostało zmienione 25 kwietnia 1983 roku przez jej rodziców. Ma młodszego brata, Charley’ego oraz dwie młodsze siostry, Harley i Elle. Uczyła się w Sylvia Young Theatre School oraz Bradon Forest School.

## Filmografia[11]

### Seriale
| Rok                           | Nazwa filmu                                               | Rola                        | Uwagi                                   |
| ----------------------------- | --------------------------------------------------------- | --------------------------- | --------------------------------------- |
| 2003                          | Opowieści kanteberyjskie (The Canterbury Tales)           | Alison Crosby               | miniserial; odc. The Miller's Tale      |
| 2005 – 2006; 2008; 2010; 2013 | Doktor Who (Doctor Who)                                   | Rose Tyler                  | 35 odcinków                             |
| 2005                          | ShakespeaRe-Told                                          | Hero                        | miniserial; odc. Much Ado About Nothing |
| 2007 – 2011                   | Sekretny dziennik call girl (Secret Diary of a Call Girl) | Hannah Baxter/Belle de Jour | 32 odcinki                              |
| 2010                          | A Passionate Woman                                        | Betty                       | miniserial; 2 odcinki                   |
| 2012                          | True Love                                                 | Holly                       | odc. Holly                              |
| 2014                          | Playhouse Presents                                        | Badger                      | odc. Foxtrot                            |
| 2014 – nadal                  | Dom grozy (Penny Dreadful)                                | Brona Croft                 | 8 odcinków                              |

### Filmy
| Rok  | Nazwa filmu                   | Rola                                            | Uwagi                               |
| ---- | ----------------------------- | ----------------------------------------------- | ----------------------------------- |
| 1996 | Gwiazdor (The Leading Man)    | dziewczyna                                      | niewymieniona w czołówce            |
| 1996 | Evita                         | dziewczyna, która chciała autograf Juana Perona | niewymieniona w czołówce            |
| 2004 | Bella and the Boys            | Bella                                           | film telewizyjny                    |
| 2004 | Mleczarz (The Calcium Kid)    | Angel                                           |                                     |
| 2005 | Things to Do Before You're 30 | Vicky                                           |                                     |
| 2005 | Pułapka dusz (Spirit Trap)    | Jenny                                           |                                     |
| 2007 | Mansfield Park                | Fanny Price                                     | ekranizacja powieści Mansfield Park |
| 2010 | Safari (Animals United)       | Bonnie                                          | głos                                |

## Dyskografia

### Albumy
- Honey to the B (1998)[12]
- Walk of Life (2000)[13]

### Single
- Because We Want To (1998)
- Girlfriend (1998)
- She Wants You (1998)
- Last Christmas (1998)
- Honey to the Bee (1999)
- Thanks ABBA for the Music (1999; z Steps, Tiną Cousins, Cleopatrą i B*Witched)
- Day & Night (2000)
- Something Deep Inside (2000)
- Walk of Life (2000)